# Cmentarz wojenny w Potoku
Cmentarz wojenny w Potoku – cmentarz z I wojny światowej położony na terenie miejscowości Potok, w gminie Jedlicze, w powiecie krośnieńskim, w województwie podkarpackim.

## Opis
Cmentarz znajduje się w lesie o nazwie Wapianka. W dniu 7 maja 1915 doszło w tej okolicy do nocnej bitwy na bagnety, w wyniku której miało zginąć około 60 żołnierzy austro-węgierskich i 30 rosyjskich. Cmentarz o powierzchni 5 arów składa się z 6 mogił zbiorowych. Ogrodzony niskim płotkiem z metalowych elementów. W centrum cmentarza stoi wysoki drewniany krzyż z tablicą o treści: 

TU SPOCZYWAJĄ BOHATEROWIE
KTÓRZY ZGINĘLI ZA NASZĄ OJCZYZNĘ W 1915 ROKU
CZEŚĆ ICH PAMIĘCI

Na cmentarzu pochowano nieznaną liczbę niezidentyfikowanych żołnierzy, zapewne różnej narodowości, którzy polegli w maju 1915.
Cmentarz został w 2012 wyremontowany: odnowiono obramowania mogił, cokół z tablicą, ogrodzenie. Ustawiono wtedy przy nim tablicę informacyjną z następującą inskrypcją:

Boże, przyjm ofiarę ich życia
Ojczyzna wieczna niech będzie dla nich nagrodą
A Polska o którą walczyli
królestwem sprawiedliwości, prawdy, miłości i pokoju.

## Galeria

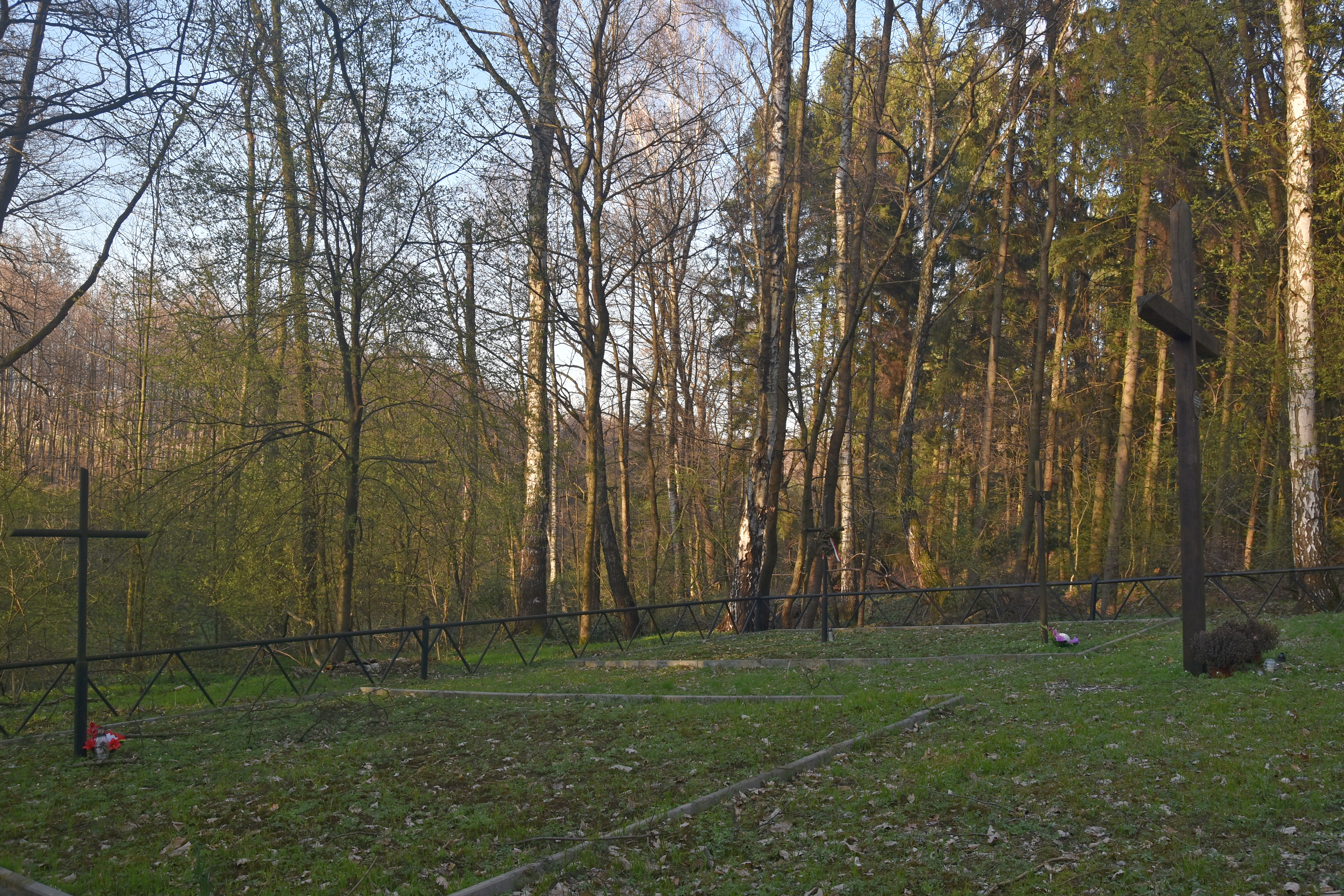
Fragment cmentarza
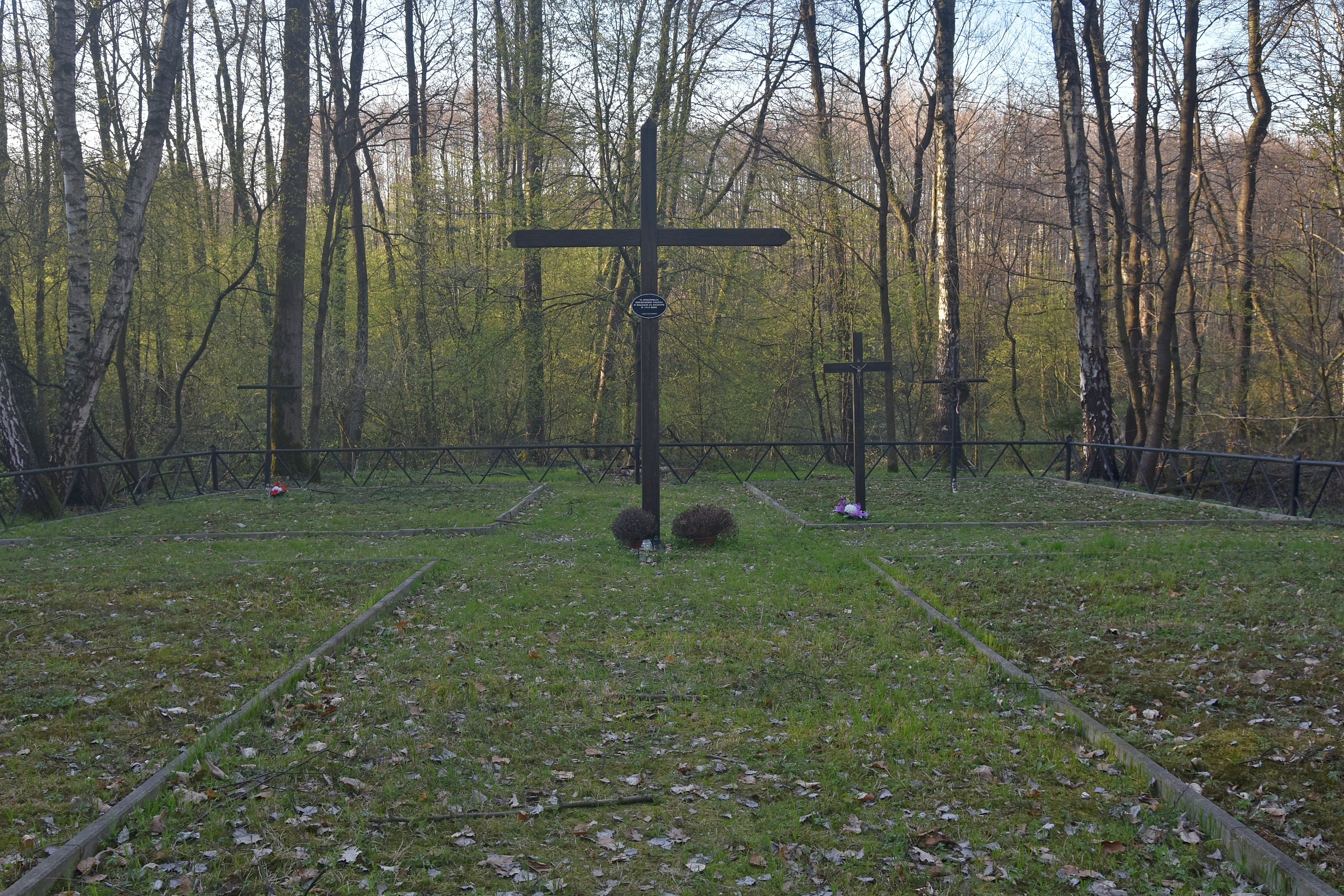
Pomnik główny
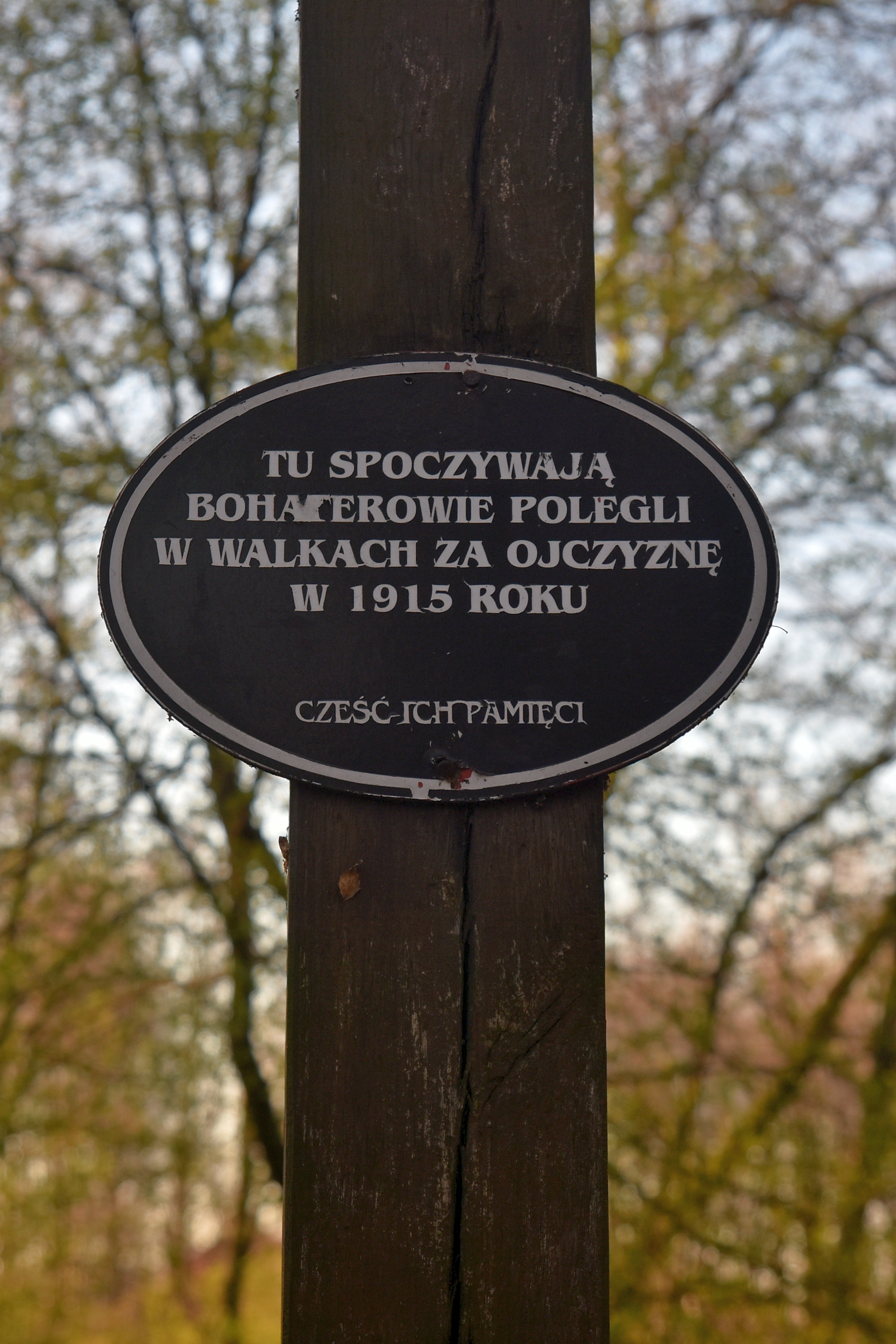
Tablica